# Auto-Tune
Ототјун (или ото-тјун, према оригиналном изговору, одомаћено аутотјун) је софтверски аудио процесор који је развила компанија Антарес одио технолоџис (енгл. Antares Audio Technologies). Служи за корекцију у гласу и инструменталном извођењу. Уведен је за корекцију само гласа, али је касније коришћен за корекцију проклизавањем френквентних таласа.